# Bembicia axillaris
Bembicia axillaris är en videväxtart som beskrevs av Daniel Oliver. Bembicia axillaris ingår i släktet Bembicia och familjen videväxter. Inga underarter finns listade i Catalogue of Life.